# سیارک ۱۵۱۴۴
سیارک ۱۵۱۴۴ (به انگلیسی: 15144 Araas، نام‌گذاری: 2000EK114) پانزده هزار و صد و چهل و چهارمین سیارک کشف شده‌است که در ۹ مارس ۲۰۰۰ کشف شد.
قدر مطلق سیارک برابر ۲۰.۴ است.